# 扬·考特尼
扬·考特尼（捷克語：Jan Koutný，1897年6月24日—1976年7月18日），捷克斯洛伐克男子竞技体操运动员。他曾获得1924年夏季奥运会体操比赛男子跳马银牌和1928年男子团体全能银牌。